# Krka (wieś)
Krka – wieś w Słowenii, w gminie Ivančna Gorica. W 2018 roku liczyła 237 mieszkańców.
Urodził się tu arcybiskup belgradzki Franc Perko.